# Cementiri de Glasnevin

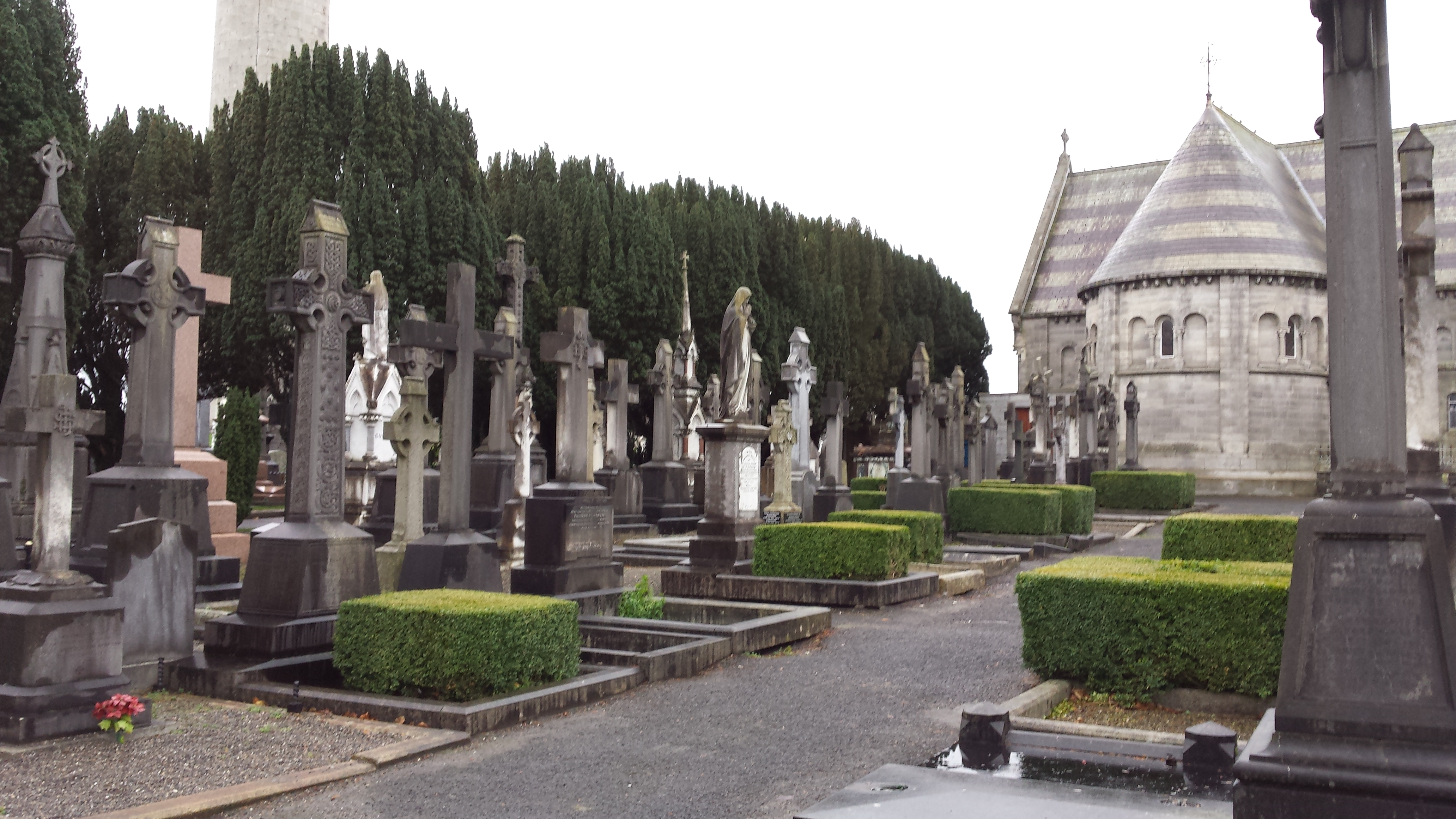
Interior del cementiri de Glasnevin

El Cementiri de Glasnevin (Glasnevin Cemetery en anglès; Reilig Ghlas Naíon en irlandès) és un gran cementiri situat a Glasnevin, a Dublín (Irlanda), obert el 1832.

## Història

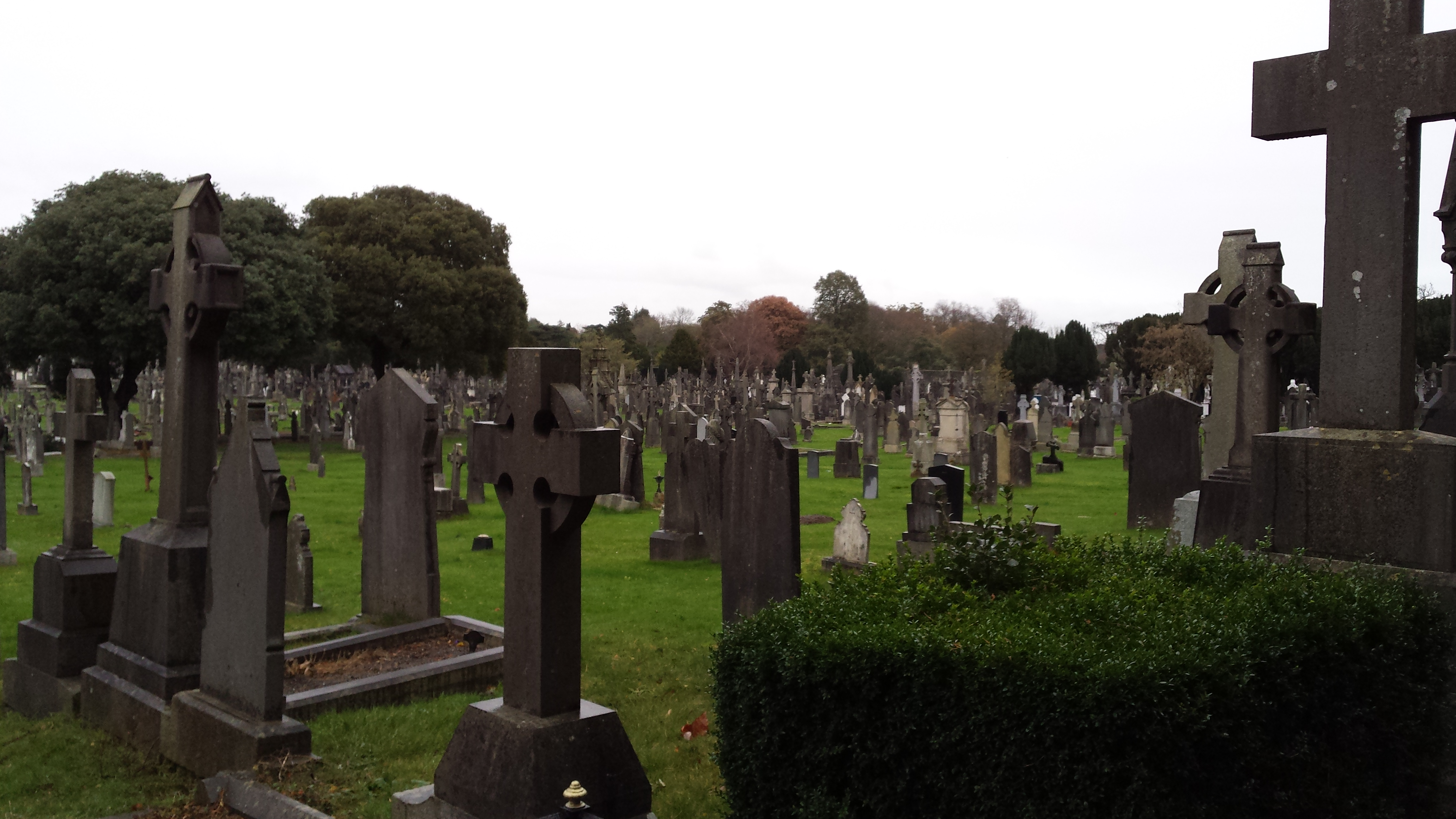
Diverses tombes del cementiri

Abans de l'establiment del cementiri de Glasnevin, els catòlics irlandesos no tenien cementiris propis on enterrar als seus morts, i com que el codi penal repressiu que es va establir al segle xviii va implantar moltes restriccions als actes públics que podia realitzar l'església catòlica, s'havia convertit en pràctica habitual que els catòlics realitzessin versions limitades dels seus enterraments en esglésies i cementiris protestants. Aquesta situació es va mantenir fins que, el 1823, es va produir un incident en el transcurs d'un enterrament a l'església de Sant Kevin, quan un sextó protestant va renyar a un sacerdot catòlic per dur a terme una versió limitada d'una missa de cos present, fet que va generar moltes queixes entre la societat catòlica.
Aquestes queixes van portar a Daniel O'Connell, campió dels drets dels catòlics, a engegar una campanya i a preparar un fonament legal demostrant que, de fet, no hi havia cap llei que prohibís pregar per a un catòlic mort en un cementiri. O'Connell va pressionar per aconseguir l'opertura d'un espai d'enterrament en el qual s'hi poguessin enterrar tant catòlics com protestants, a més de poder tenir un enterrament digne.
El cementiri de Glasnevin, doncs, fou consagrat i obert al públic per primera vegada el 21 de febrer de 1832. El primer enterrament es va produir l'endemà, essent un nen d'onze anys, Michael Carey, de Francis Street (Dublín), el primer hoste. L'enterrament es va realitzar en una secció del cementiri coneguda com a Curran's Square. En un primer moment, el cementiri es coneixia com a Prospect Cemetery (cementiri de Prospect), nom escollit pel terreny de Prospect, el qual envolta l'espai del cementiri. Originalment l'espai tenia 9 acres, tot i que actualment aquesta àrea s'ha expandit fins als 124 acres. Això inclou l'expansió a la part sud de Finglas Road, amb una secció anomenada St. Paul's. L'opció de la cremació es va implantar el març de 1982.
El cementiri de Glasnevin és gestionat pel Comitè de Cementiris de Dublín. Com que el cementiri està en actiu, la seva expansió i ampliació es manté en funcionament.
Cada diumenge, a les 9.45 del matí, se celebra una missa a càrrec del clergat de la parròquia. A més, cada estiu es realitza una benedicció de les tombes, exercici que es realitza des de l'opertura del cementiri el 1832.

## Situació
El cementiri es troba a Glasnevin, Dublín, i està dividit en dues parts. La part principal, delimitada per grns murs i torres de guaita, es troba en un costat de la carretera entre Finglas i el centre de la ciutat; l'altra part, la secció de "St. Paul's", està situada passant la carretera i després d'un terreny amb gespa, entre dues vies de tren. El Museu Glasnevin Trust fou dissenyat per A&D Wejchert & Partners Architects.

### Memorials i tombes

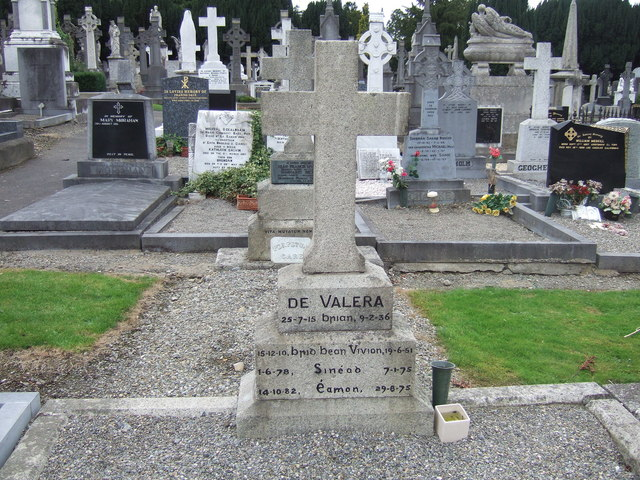
Tomba de Éamon de Valera

El cementiri conté monuments històrics notables, així com tombes de moltes de les figures més rellevants de la història d'Irlanda. Entre aquests darrers s'hi troben Daniel O'Connell, Charles Stewart Parnell, Mícheál Ó Coileáin, Éamon de Valera, Arthur Griffith, Maude Gonne, Kevin Barry, Roger Casement, Constance Markievicz, Pádraig Ó Domhnaill, Seán MacBride, Jeremiah O'Donovan Rossa, Frank Duff, Brendan Behan, Christy Brown i Luke Kelly, dels The Dubliners.
El 1993 es va descobrir una fossa comuna propera a una institució Magdalene laundry, espai utilitzat per internar dones amb problemes psicològics, quan el convent que dirigia l'espai va vendre el terreny perquè pogués ser urbanitzat. Les germanes del convent van decidir cremar i tornar a enterrar les restes en una fossa comuna al cementiri de Glasnevin, pagant les despeses del nou enterrament a mitges amb l'empresa que havia comprat els terrenys.
El cementiri també ofereix una visió dels diversos canvis d'estil en l'escultura funerària d'Irlanda dels darrers 200 anys: des de simples i austeres estàtues de pedra fins a la dècada de 1860, passant per elaborades creus celtes de caràcter nacionalista entre 1860 i 1960, fins als actuals marbres italians plans.
L'alt mur amb torres de vigilància que envolta l'espai principal del cementiri va ser construït per evitar als lladres de tombes, forá habituals a Dublín durant els segles XVIII i xix. Els vigilants també tenien gossos per vigilar el cementiri durant la nit. Quan el primer ministre Robert Peel fou preguntat al Parlament sobre les activitats dels profanadors de tombes, aquesta va contestar que, de fet, es tractava d'un "problema molt greu".
El 2009, el Glasnevin Trust, en cooperació amb la Commonwealth War Graves Commission (CWGC), va començar a identificar les 208 tombes de personal de servei irlandesos que van morir servint a les forces de la Commonwealth durant les dues guerres mundials. Els seus noms estan escrits en dos memorials, tornats a dedicar i recol·locats el 2011 prop de l'entrada principal del cementiri. Allí també s'hi va erigir una Creu al Sacrifici, en una cerimònia conjunta irlandesa-britànica, marcant també el Primer Centenari de la Primera Guerra Mundial.

### Angels Plot
Glasnevin és un dels pocs cementiris on es permet l'enterrament de bebès morts en el part, essent enterrats en un sector anomenat Angels Plot.

### Crematori
El 1982 es va construir un crematori dins dels terrenys del cementiri per part de la companyia Glasnevin Trust. Des d'aleshores, aquest servei ha estat utilitzat per persones de diverses confessions que desitjaven ésser cremades. El cantant de Boyzone, Stephen Gately, va ser cremat al cementiri de Glasnevin l'octubre de 2009.

## En la cultura popular
Shane MacThomais, historiador del cementiri, fou autor i contribuidor de diverses obres publicades sobre el cementiri, abans de la seva mort el març de 2004.

## Galeria d'imatges

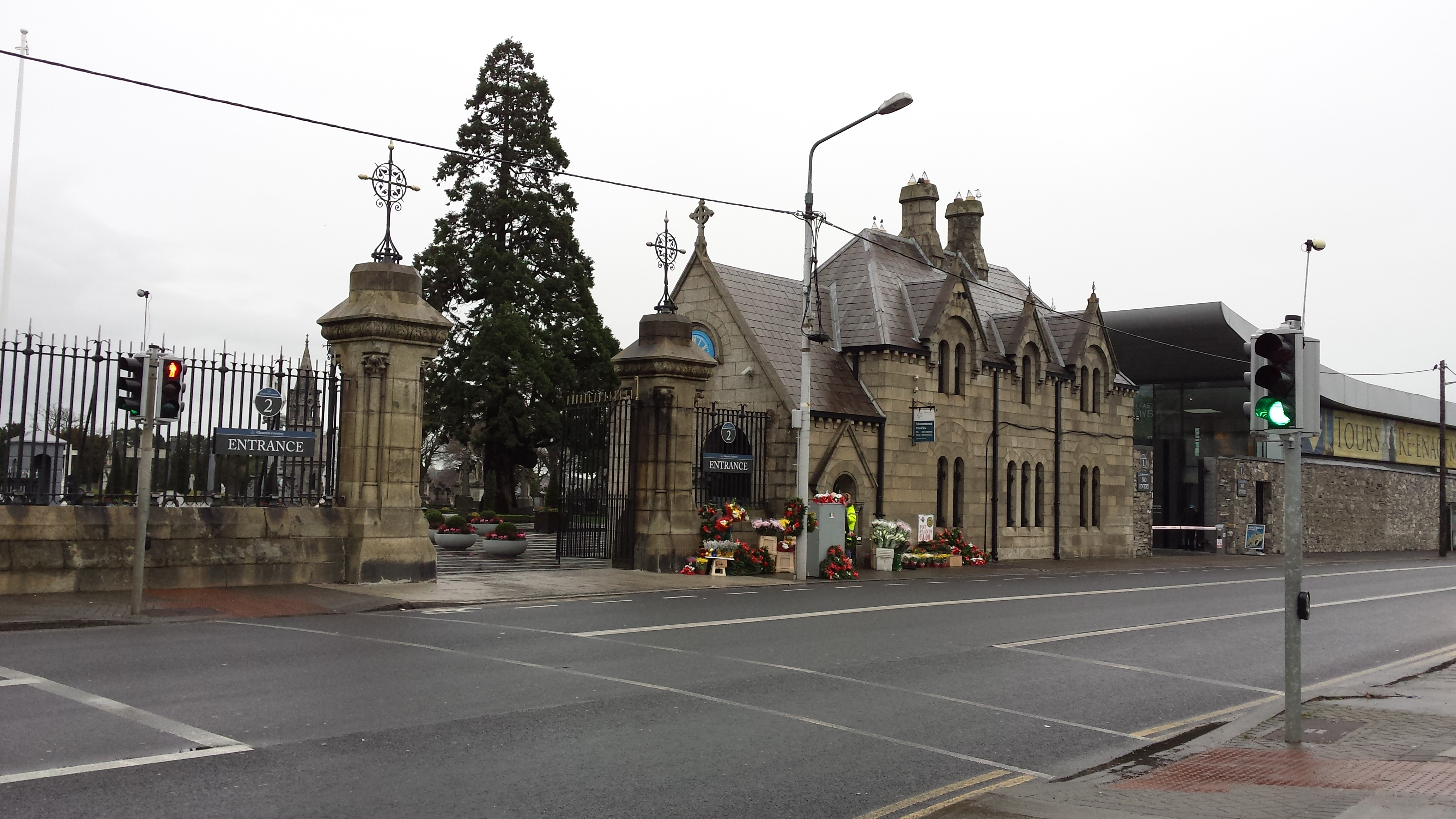
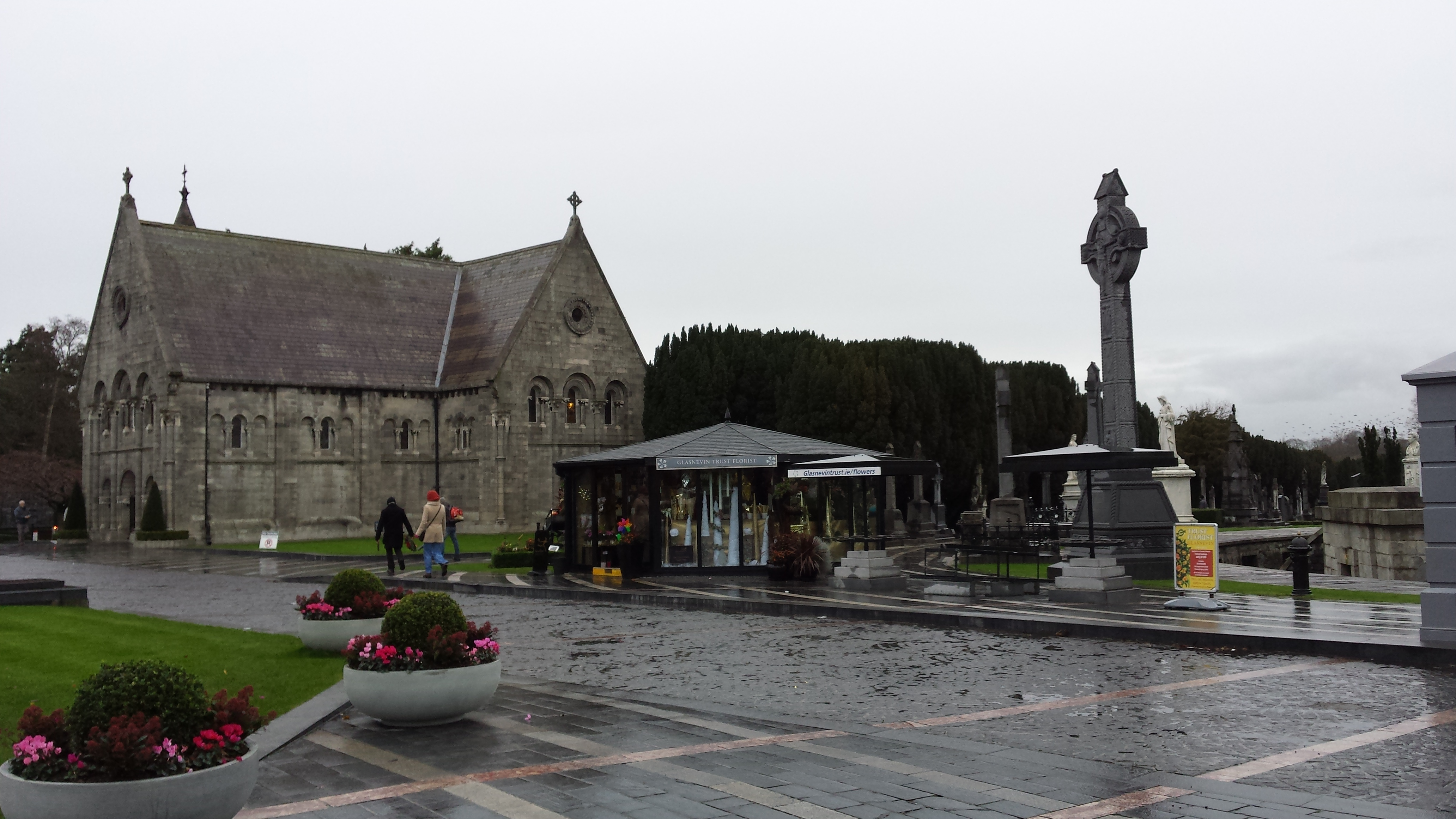
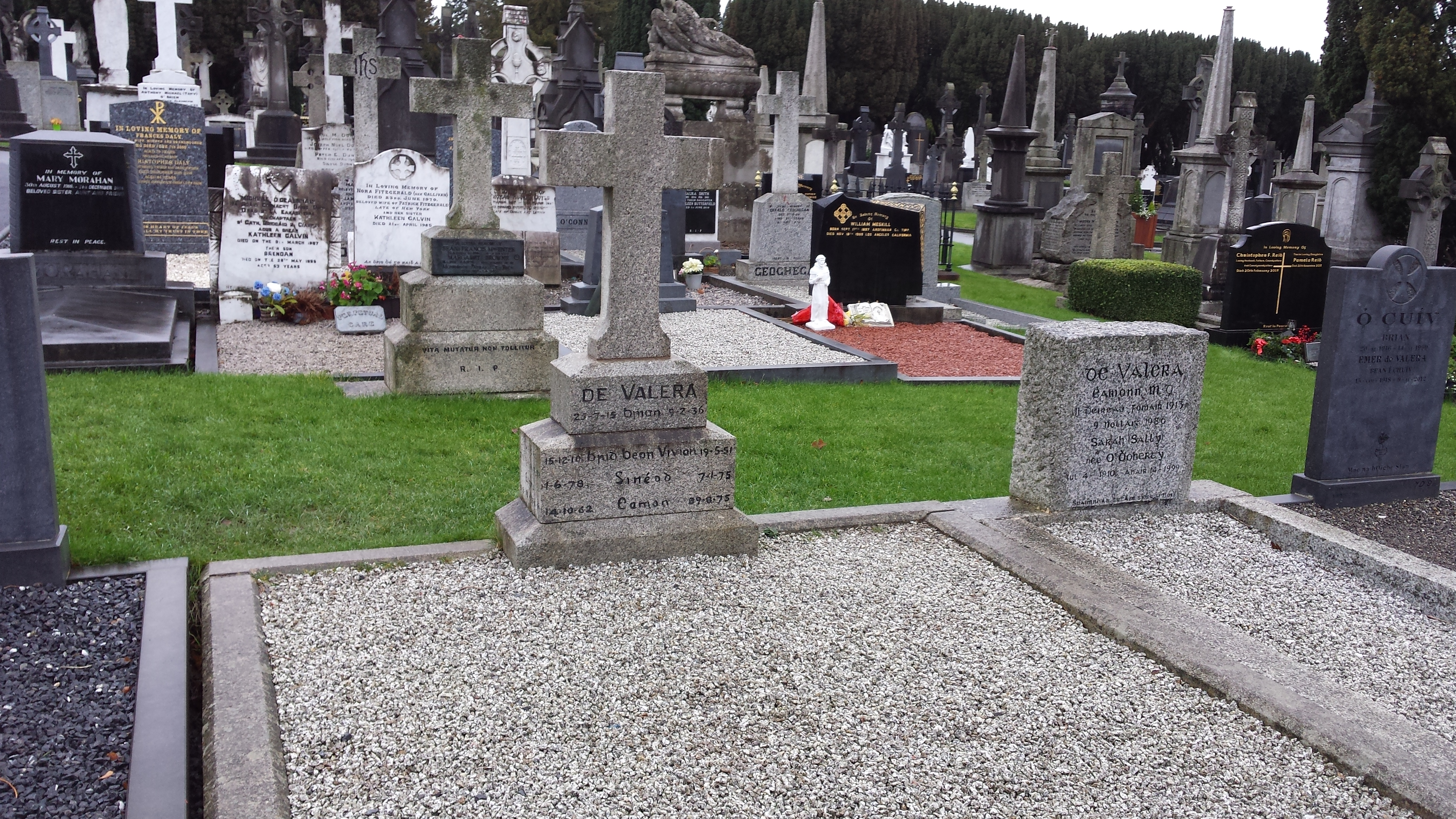
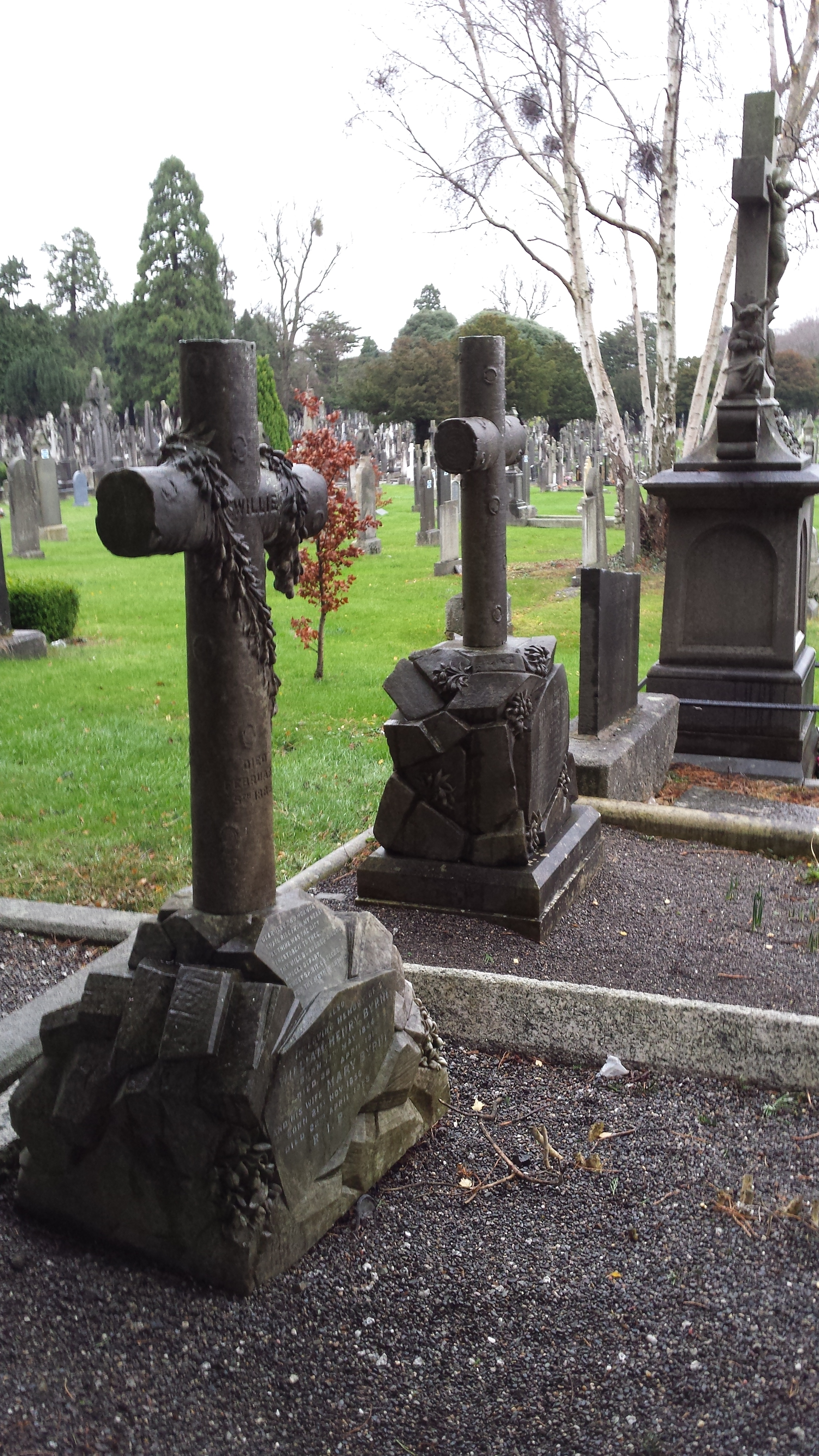
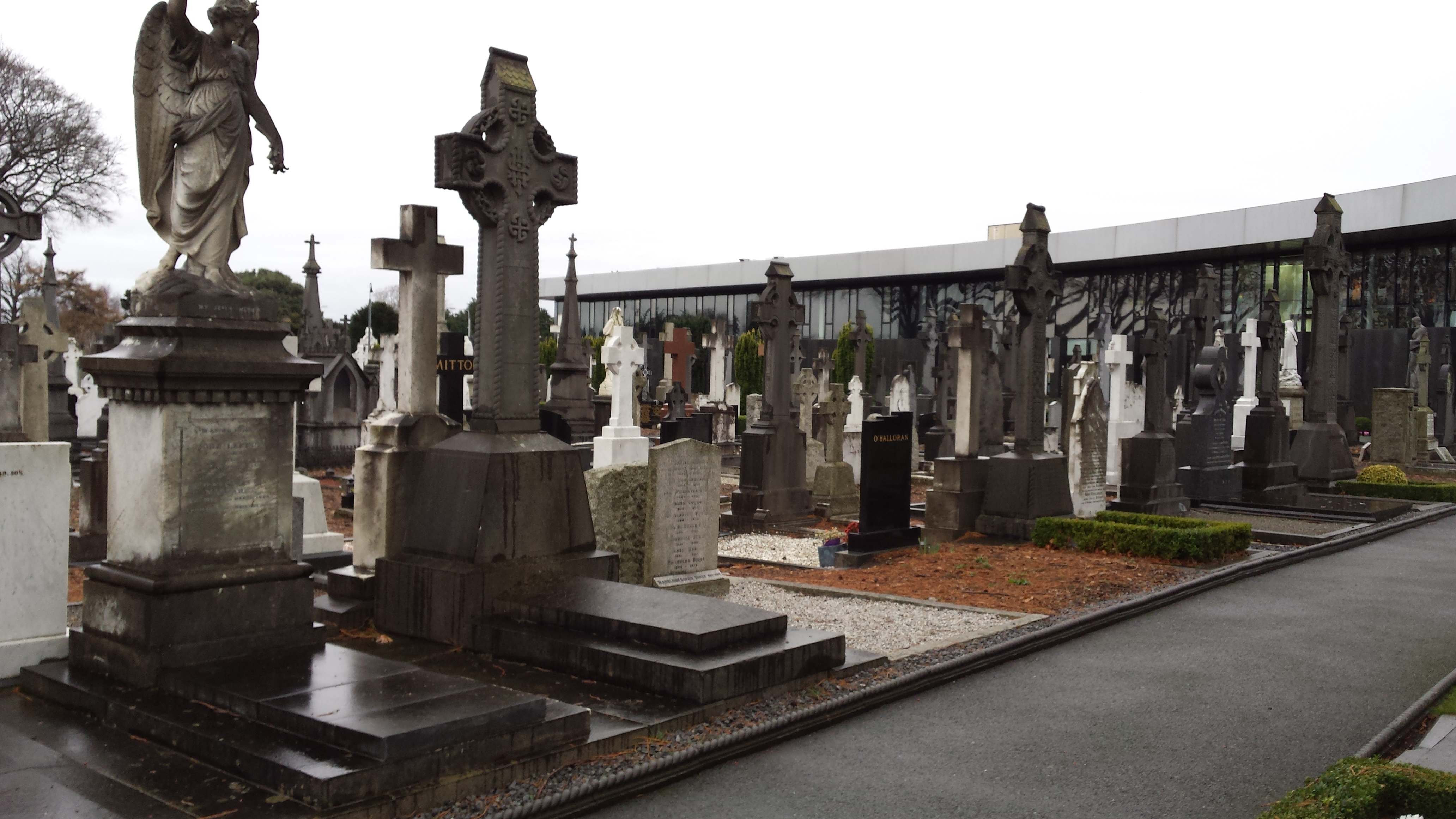
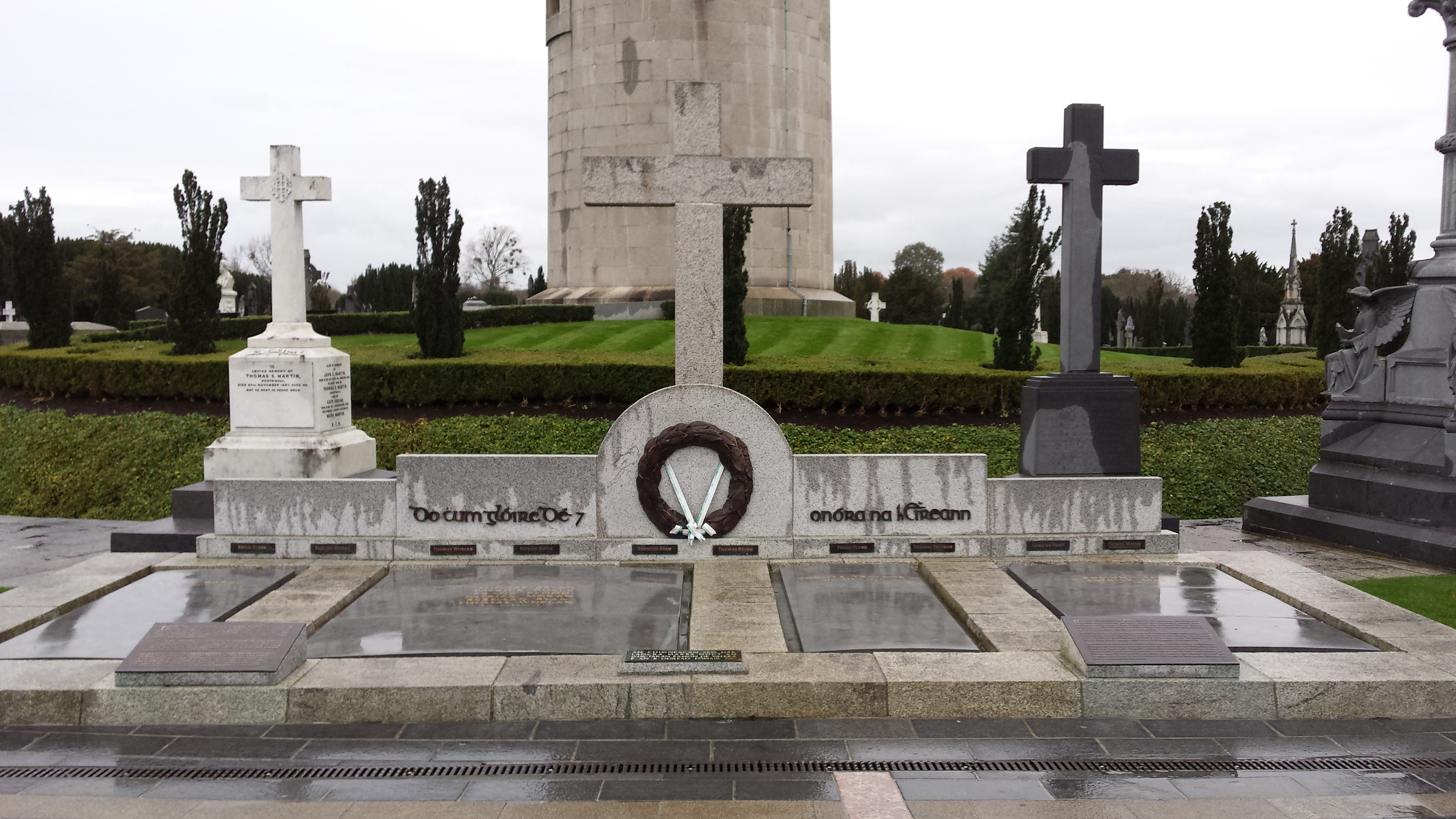
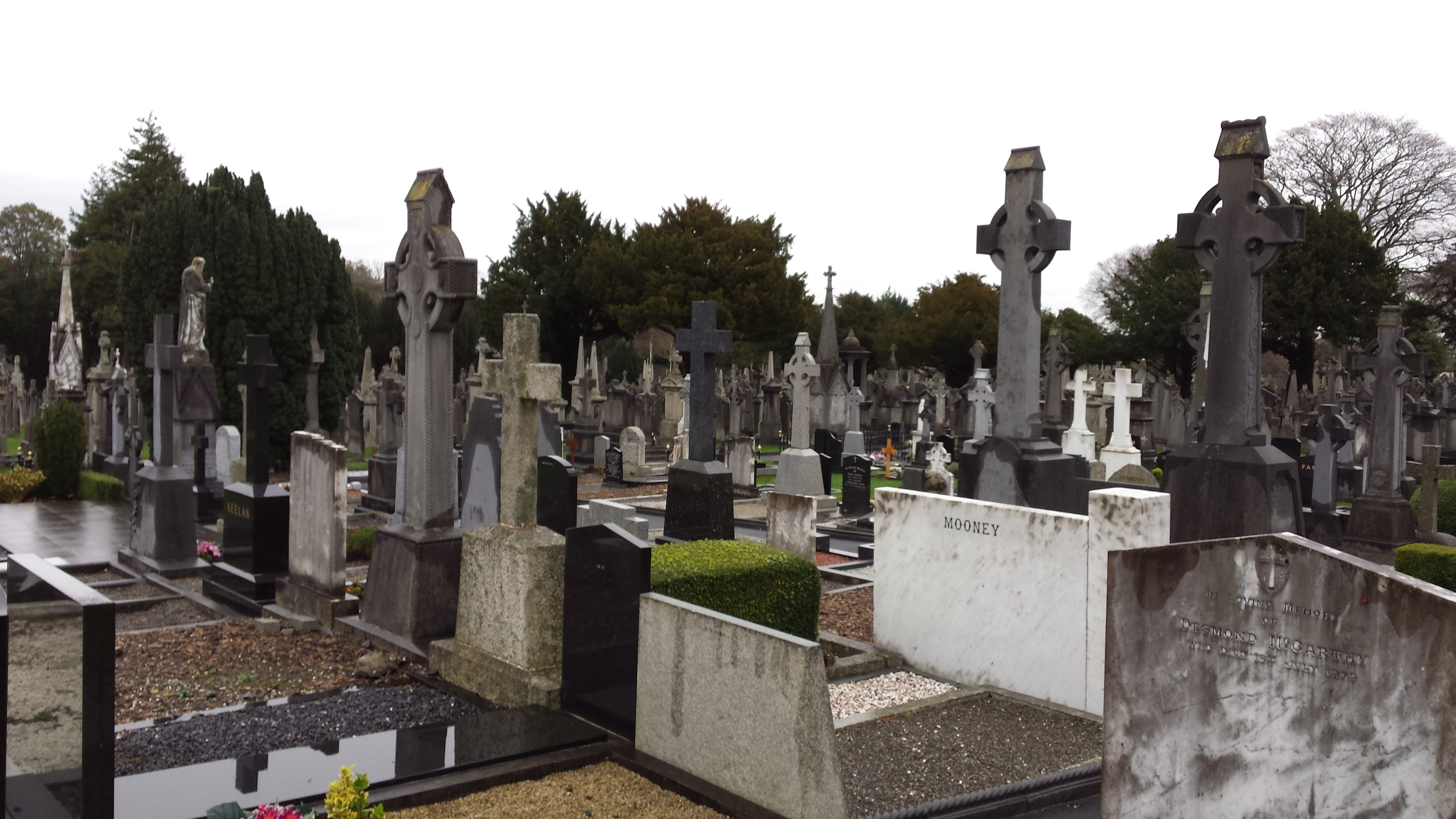
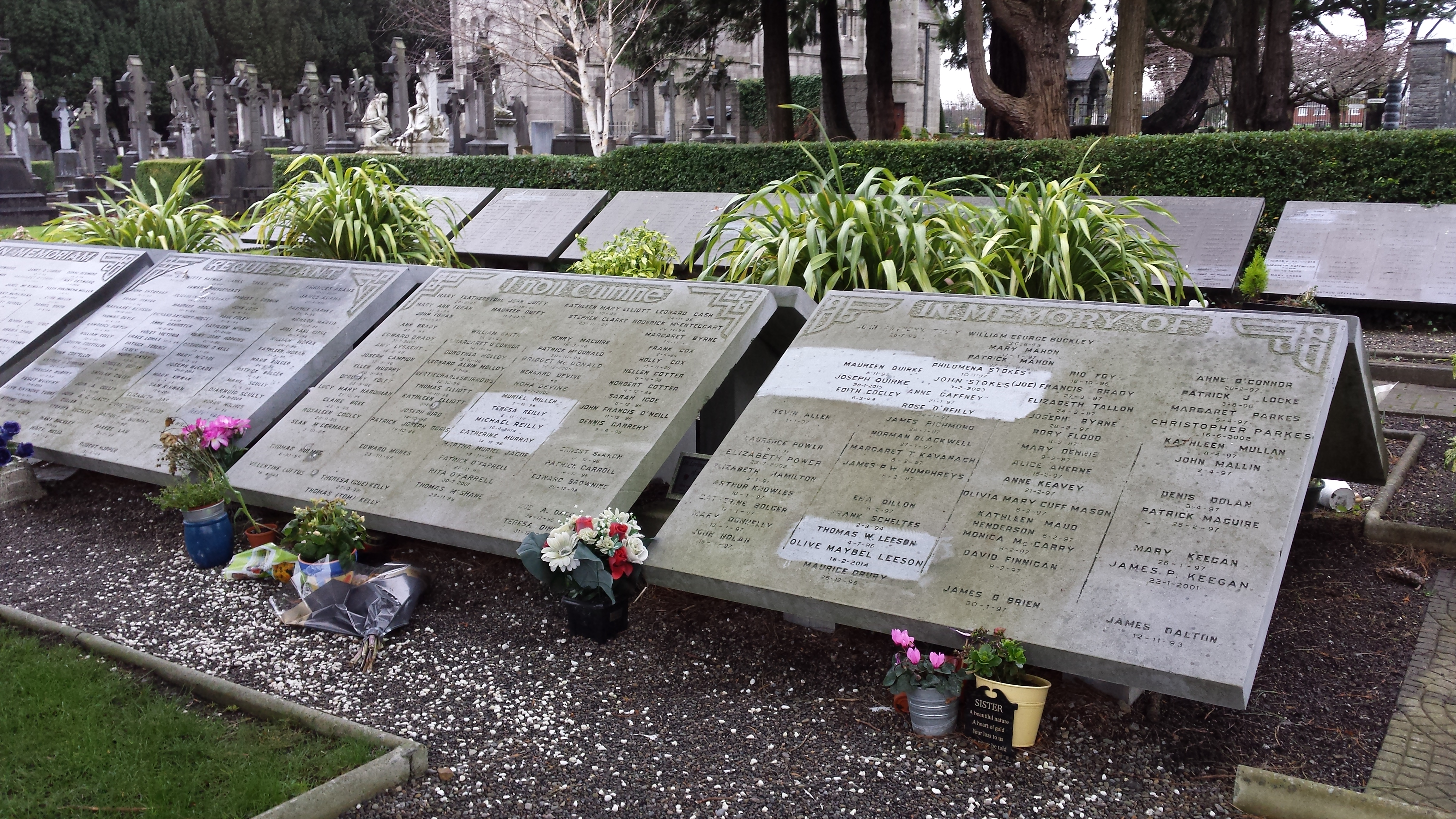
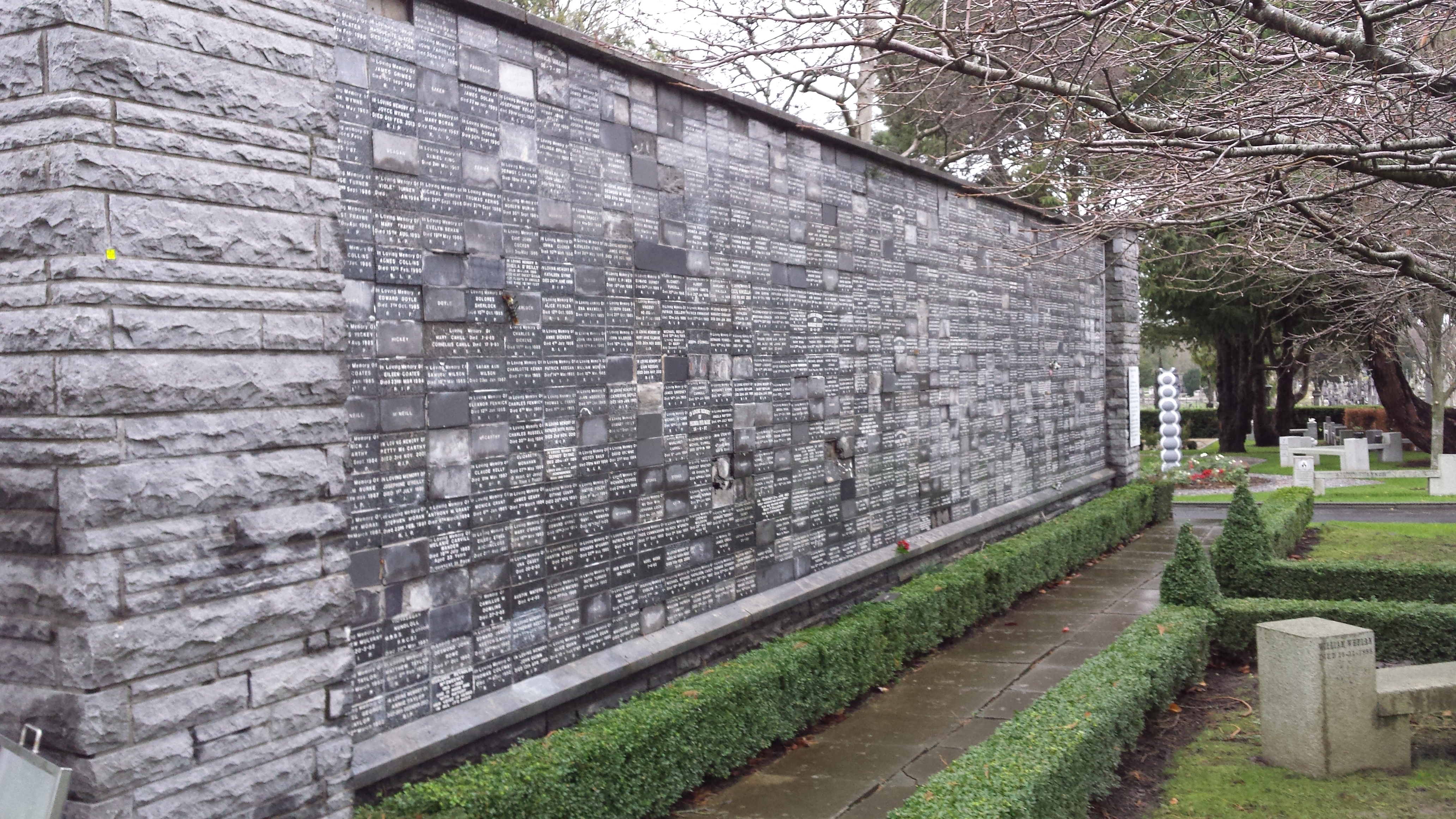